# Samson zabijający Filistyna
Samson zabijający Filistyna (wł. Sansone che uccide un filisteo) – marmurowa grupa rzeźbiarska przedstawiająca biblijnego Samsona, autorstwa renesansowego rzeźbiarza Giambologni, wykonana na zamówienie Franciszka I Medyceusza ok. 1562, znajdująca się w zbiorach Muzeum Wiktorii i Alberta w Londynie.
Rzeźba Samsona zabijającego Filistyna, autorstwa Giambologni, powstała na zamówienie Franciszka I Medyceusza ok. 1562 roku. Artysta przedstawił dramatyczną scenę walki Samsona z Filistynem, stanowiąca odwołanie do wydarzenia opisanego w starotestamentalnej Księdze Sędziów, rozdział 15, wersety 14–19. Giambologna stworzył rzeźbę w swoim florenckim warsztacie. Użył jednego bloku marmuru, co świadczy o niezwykłym kunszcie. Rzeźba, o wysokości 210 cm, była pierwotnie przeznaczona dla fontanny w Casino di San Marco we Florencji, co tłumaczy jej bardzo dynamiczną kompozycję. Postacie zostały ukazane spiralnie, co nadaje dziełu wrażenie ruchu i energii. Samson, jako centralna postać, dominuje nad Filistynem, ukazując swoją siłę i determinację. Filistyn, klęczący i bezbronny, wydaje się błagać o litość, co podkreśla kontrast między postaciami. Kompozycja zachęca widza do oglądania jej z różnych perspektyw, odkrywając nowe detale. Rzeźbiarz eksperymentował z układem postaci, aby wywołać wrażenie trójwymiarowości. Giambologna zastosował technikę kontrapostu, aby nadać walczącym wyraz naturalności i dynamiki. Ustawienie nóg Samsona i Filistyna podkreśla ich walkę o równowagę i dominację. Napięte mięśnie Samsona i desperacka poza Filistyna tworzą kontrast, który wzmacnia narrację. Twarz Samsona jest pełna gniewu i skupienia, co oddaje intensywność starcia. Sędzia zamachuje się szczęką osła, by zadać ostateczny cios. Twarz Filistyna ma wyraz bólu i desperacji, co wzbudza współczucie u widza. Detale mięśni i anatomii postaci świadczą o głębokiej wiedzy Giambologny o budowie ludzkiego ciała. Powierzchnia marmuru została gładko wypolerowana.
Rzeźba była jednym z pierwszych dzieł Giambologny, które zyskało szerokie uznanie. Jest świadectwem jego mistrzostwa w rzeźbieniu grup figuralnych. Samson jest przykładem manieryzmu w sztuce europejskiej. Był często kopiowany i inspirował inne dzieła w okresie renesansu i później. Jego ekspresyjność wpłynęła na późniejszych artystów baroku, takich jak Bernini.
Samson zabijający Filistyna został wysłany jako podarunek do Hiszpanii, gdzie umieszczono go w ogrodach Palacio de la Ribera w Valladolid. W 1623 roku rzeźba została podarowana księciu Walii, przyszłemu królowi Karolowi I, podczas jego wizyty w Hiszpanii w celu negocjacji matrymonialnych. Po przybyciu do Anglii stała się własnością księcia Buckingham, a później zmieniała właścicieli trzykrotnie. Ostatecznie, w 1954 roku, rzeźba trafiła do Muzeum Wiktorii i Alberta w Londynie (nr inw. A.7-1954). Jest to jedyne znaczące dzieło Giambologny, które opuściło Włochy. Rzeźba waży 1160 kg. Na przedniej stronie paska Samsona wyryty jest napis: IO ... BELGAE ....